# 埃伦·范戴克
埃伦·范戴克（荷蘭語：Ellen van Dijk，1987年2月11日—），荷兰女子自行车运动员，2008年世界场地自行车锦标赛女子捕捉赛金牌得主、2015年欧洲运动会女子计时赛金牌得主。